# Alta Carníola

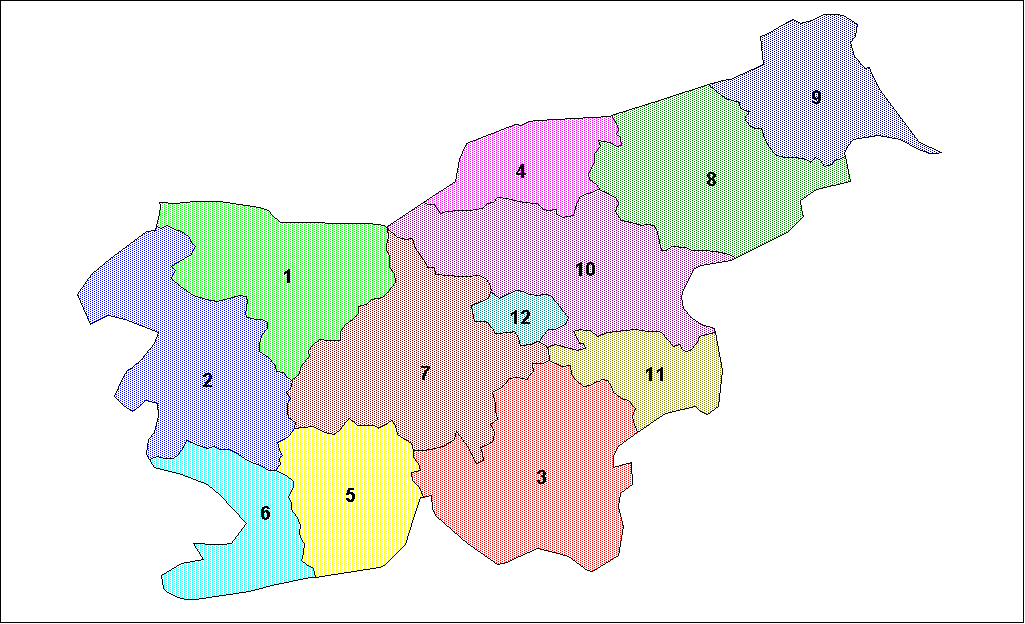
Alta Carníola (n.º 1, em verde claro), região estatística da Eslovénia

A região da Alta Carníola (em esloveno:  Gorenjska regija) é uma das doze regiões estatísticas em que se subdivide a Eslovénia. Em finais de 2005, contava com uma população de 199 085 habitantes.
É composta pelos seguintes municípios:
- Bled
- Bohinj
- Cerklje na Alta Carníola (Cerklje na Gorenjskem)
- Gorenja Vas–Poljane
- Gorje
- Jesenice
- Jezersko
- Kranj
- Kranjska Gora
- Naklo
- Preddvor
- Radovljica
- Šenčur
- Škofja Loka
- Tržič
- Železniki
- Žiri
- Žirovnica

## Galeria

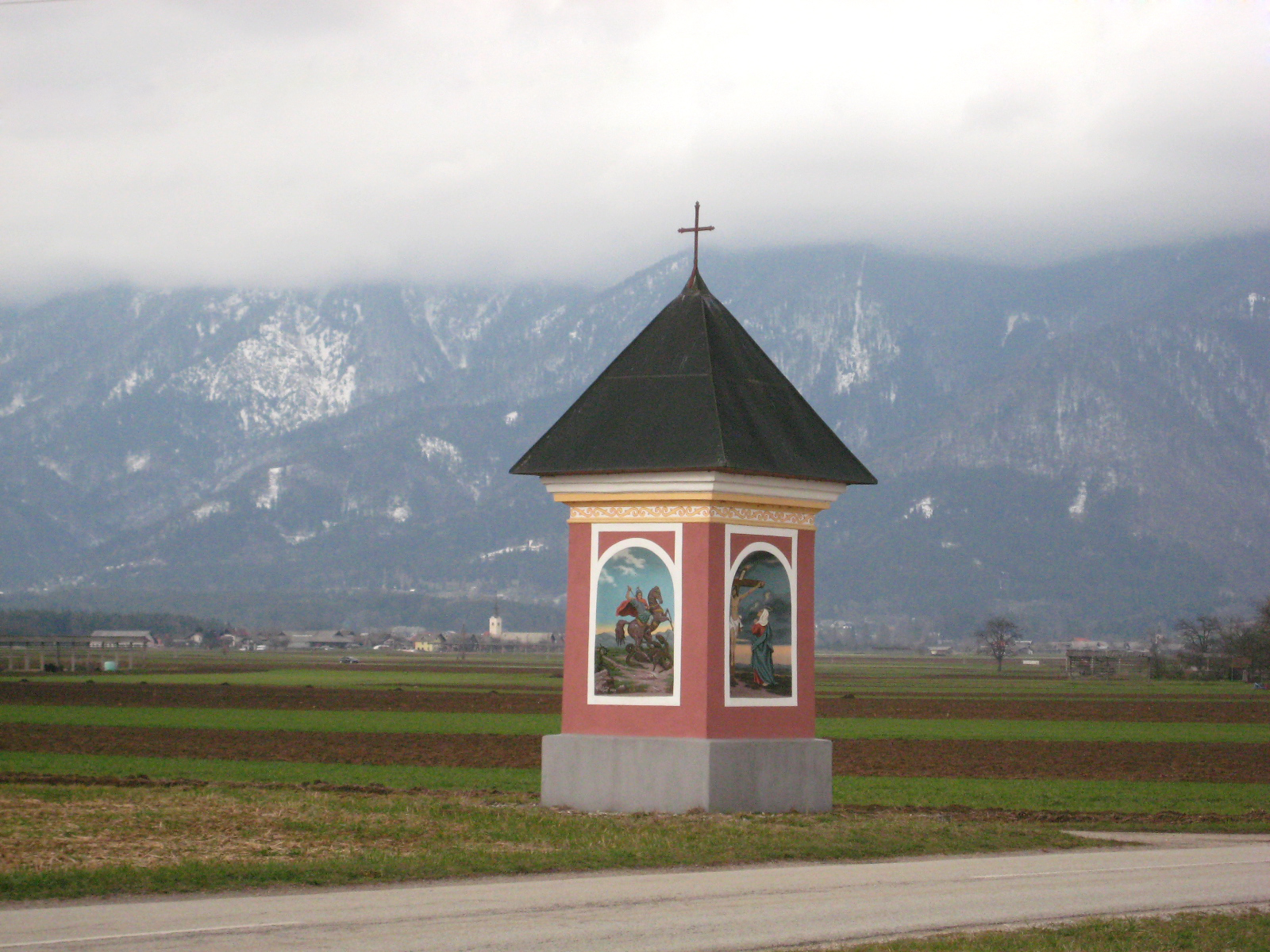
Capela rural
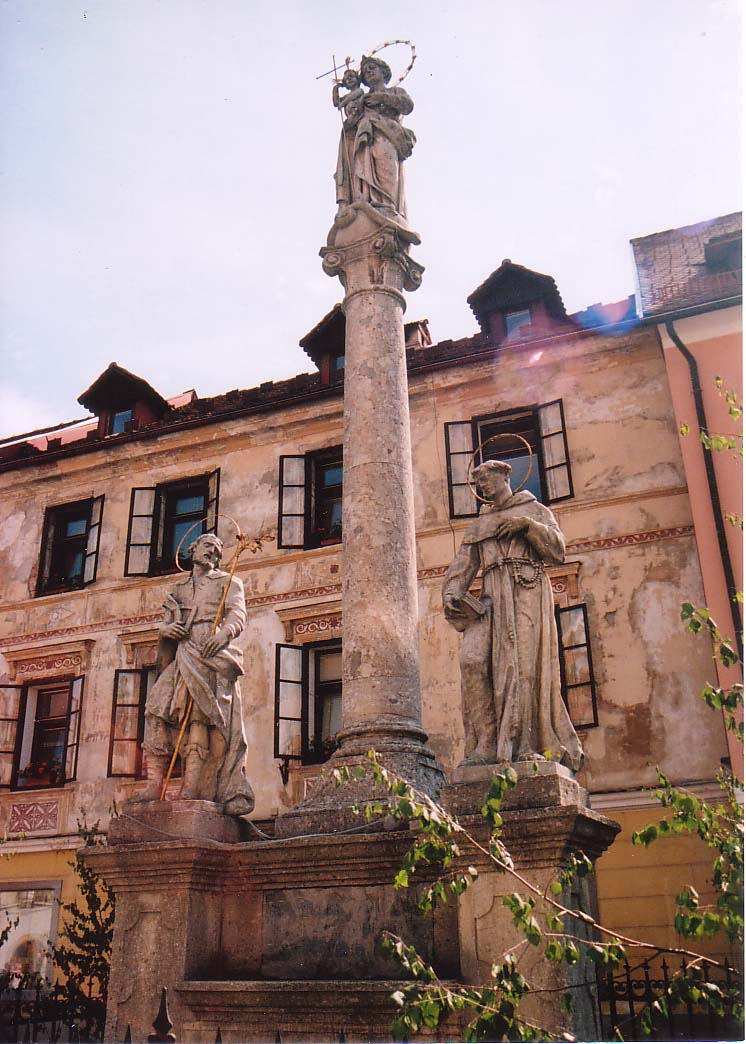
Monumento à peste em Škofja Loka
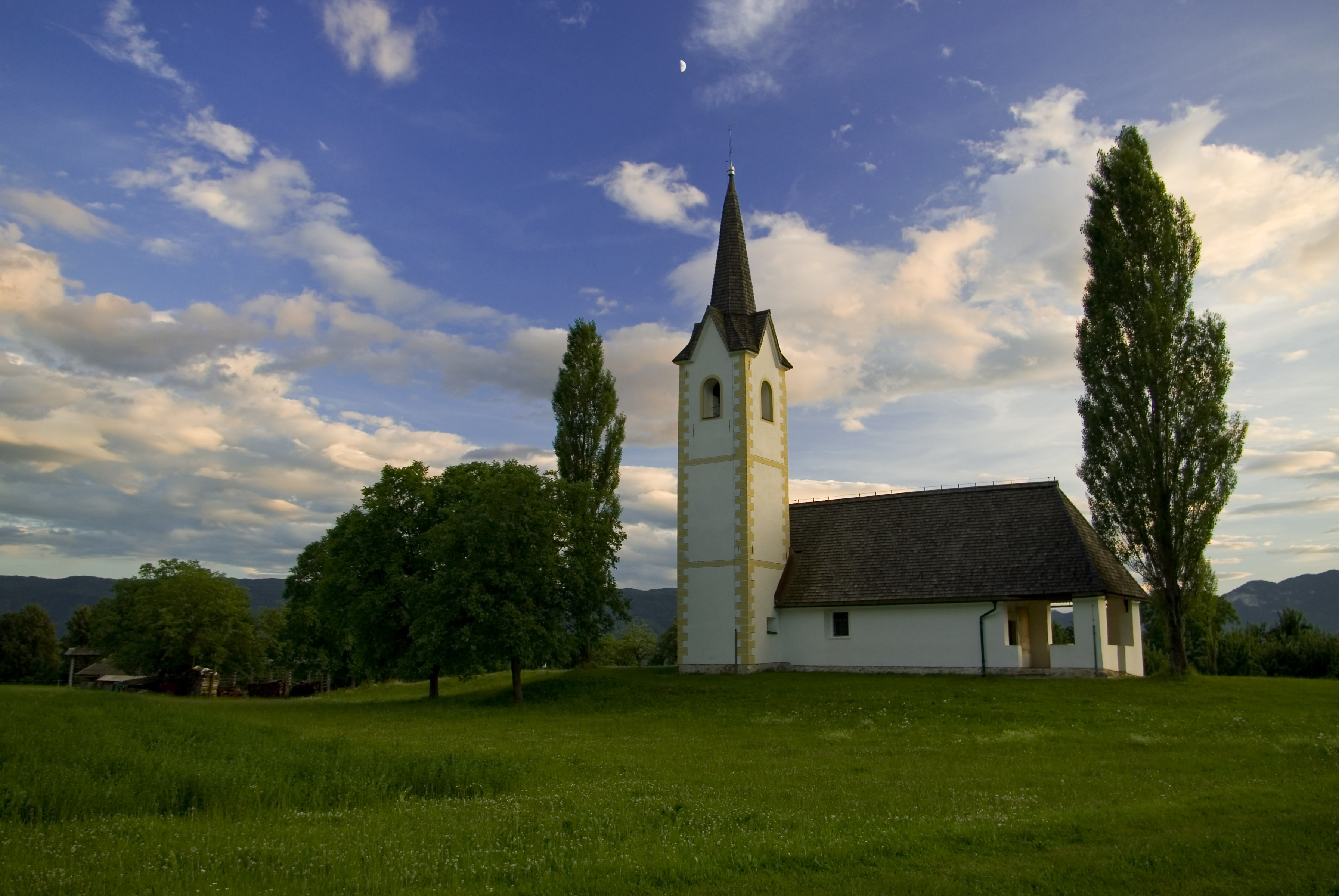
Igreja de São Marcos em Vrba
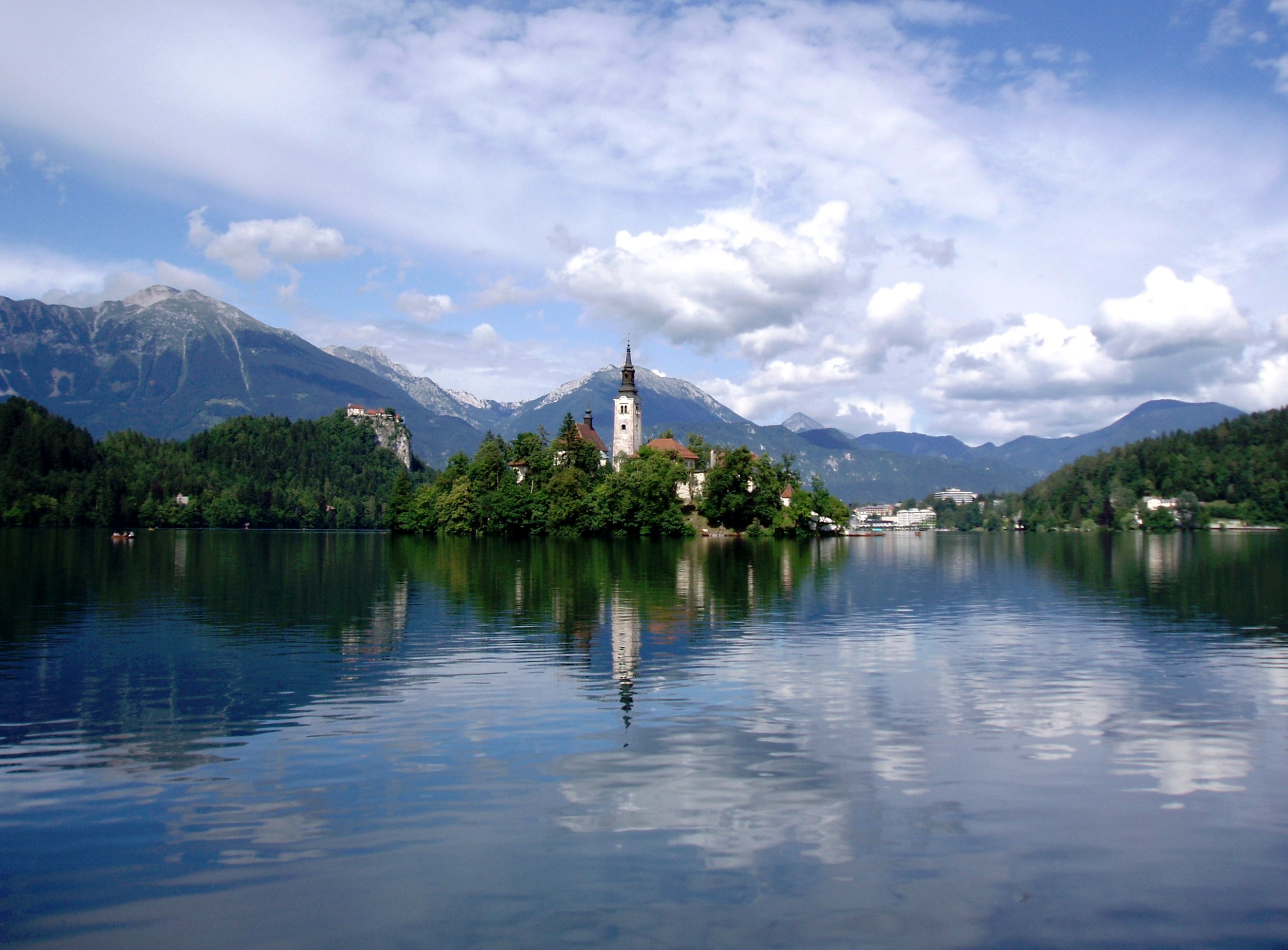
Lago Bled
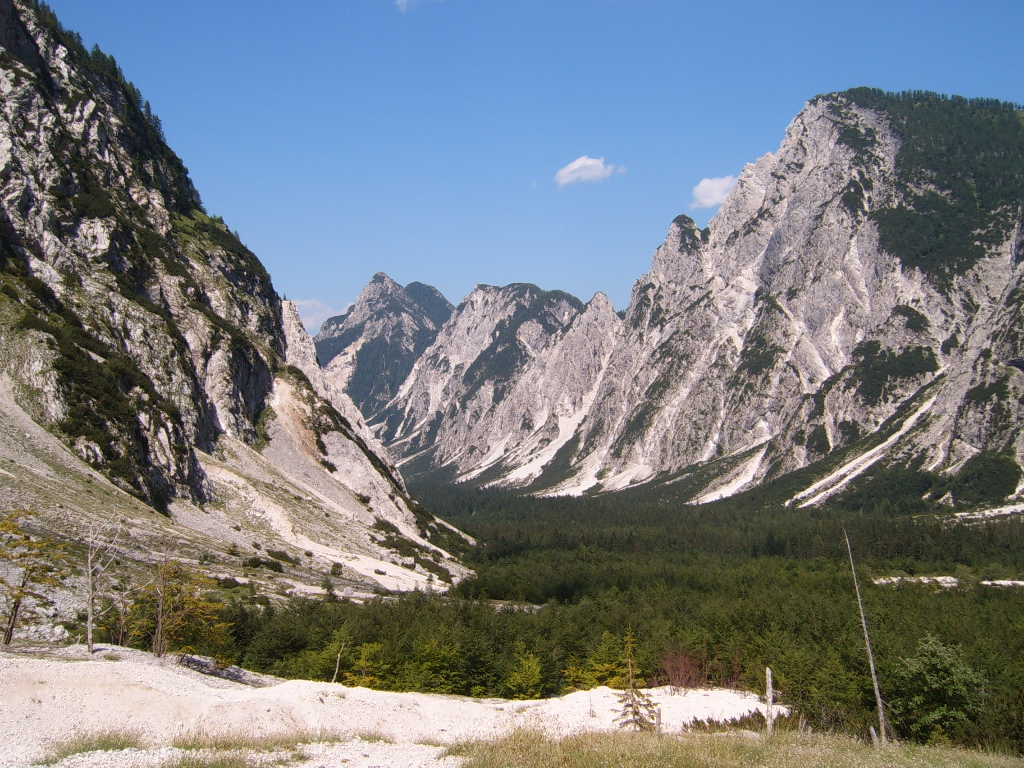
Vale de Planica
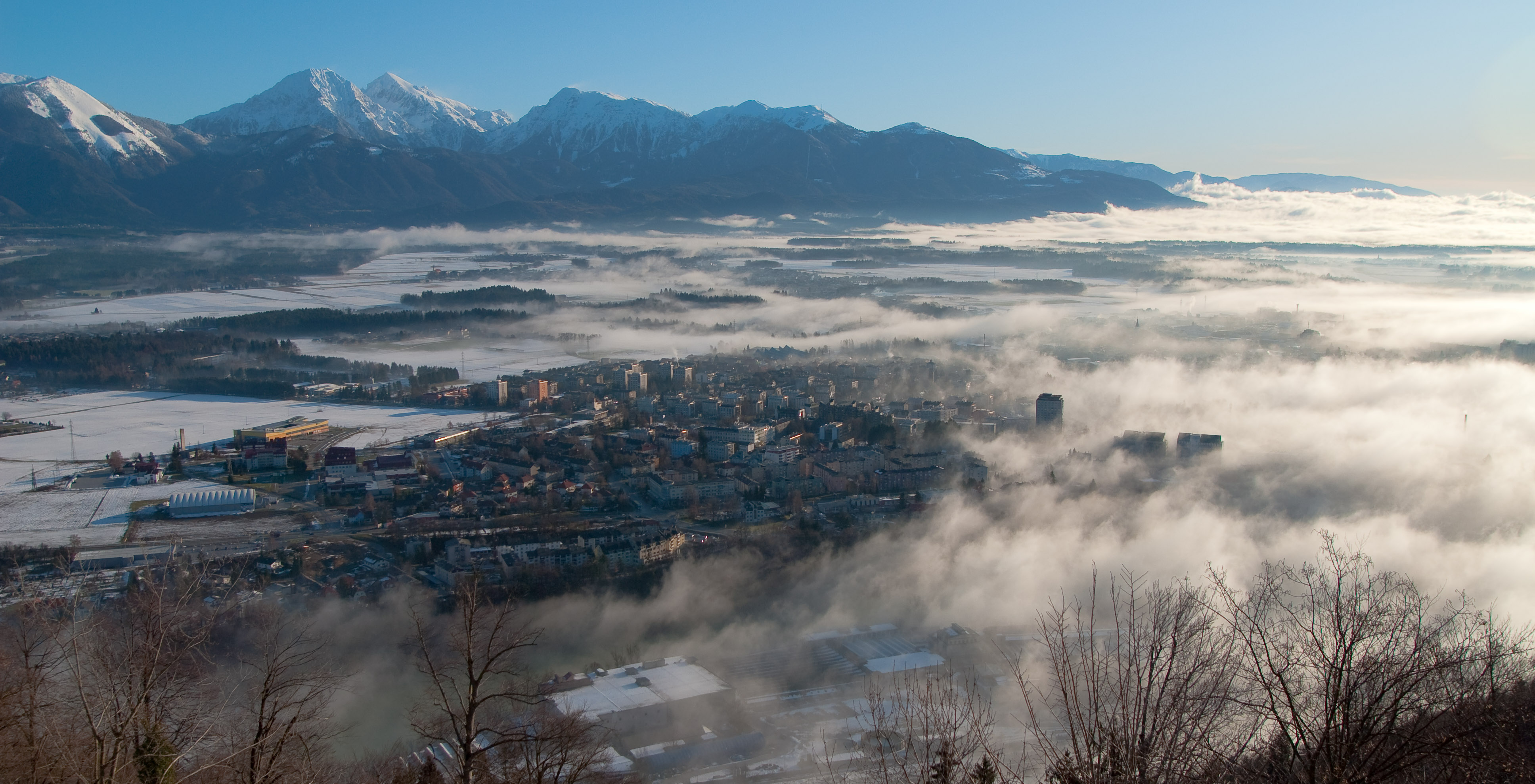
Vista de Kranj
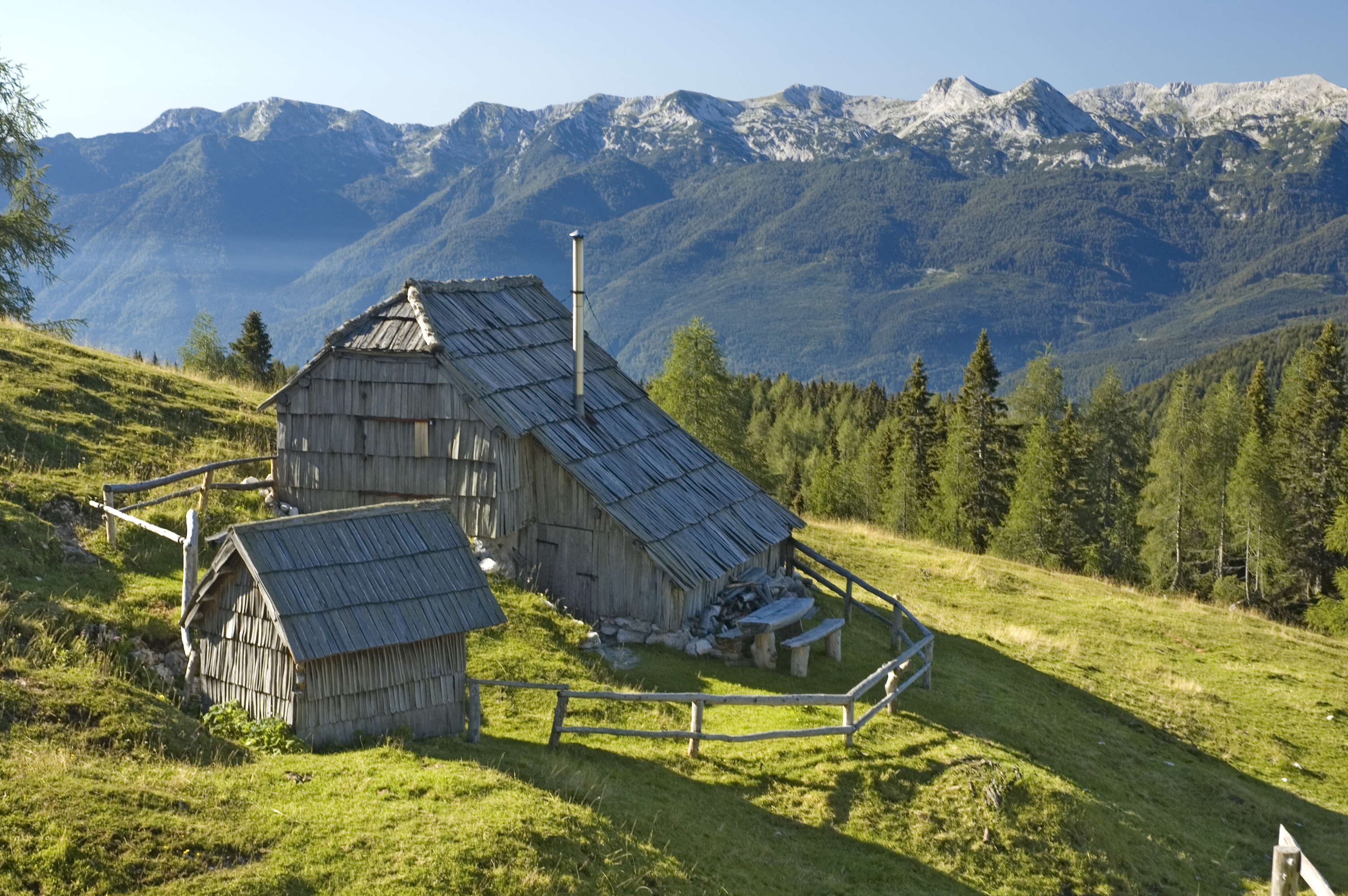
Os Alpes Julianos
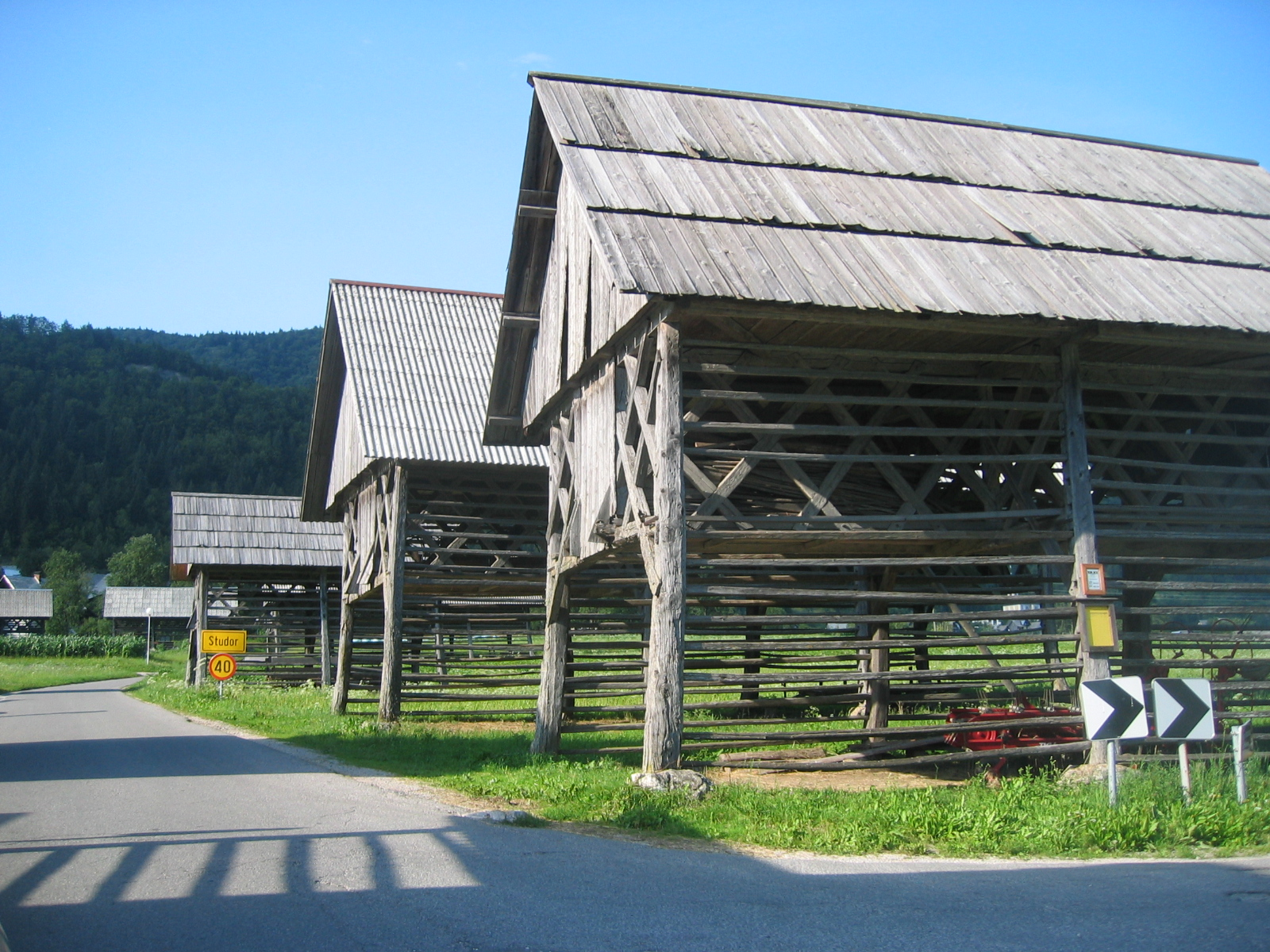
Espigueiros
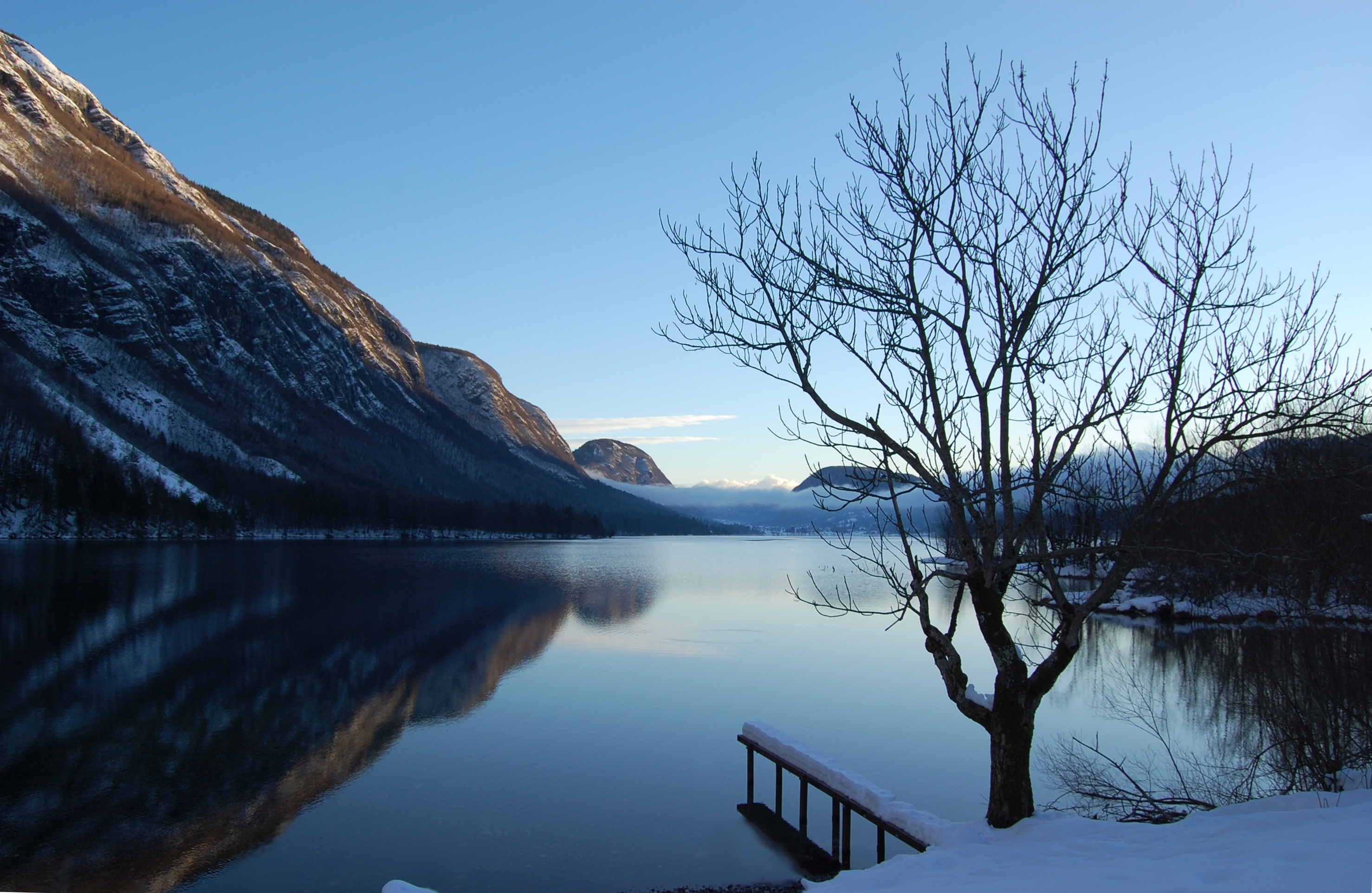
Lago Bohinj
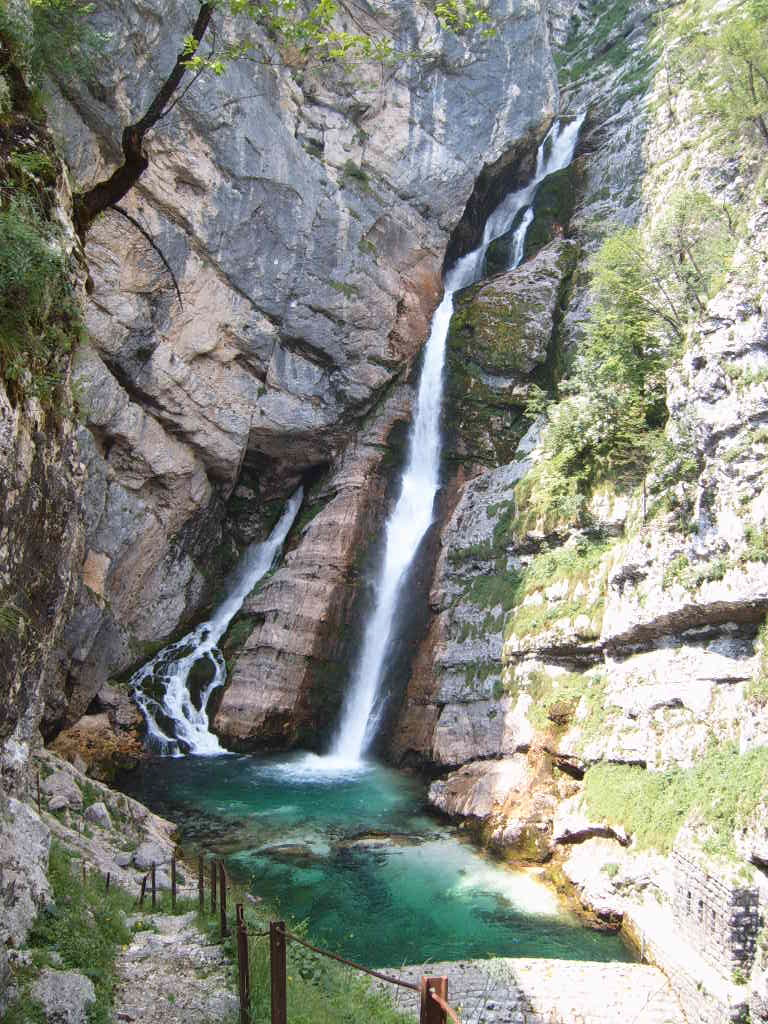
Sava Bohinjka – queda de água no rio Sava
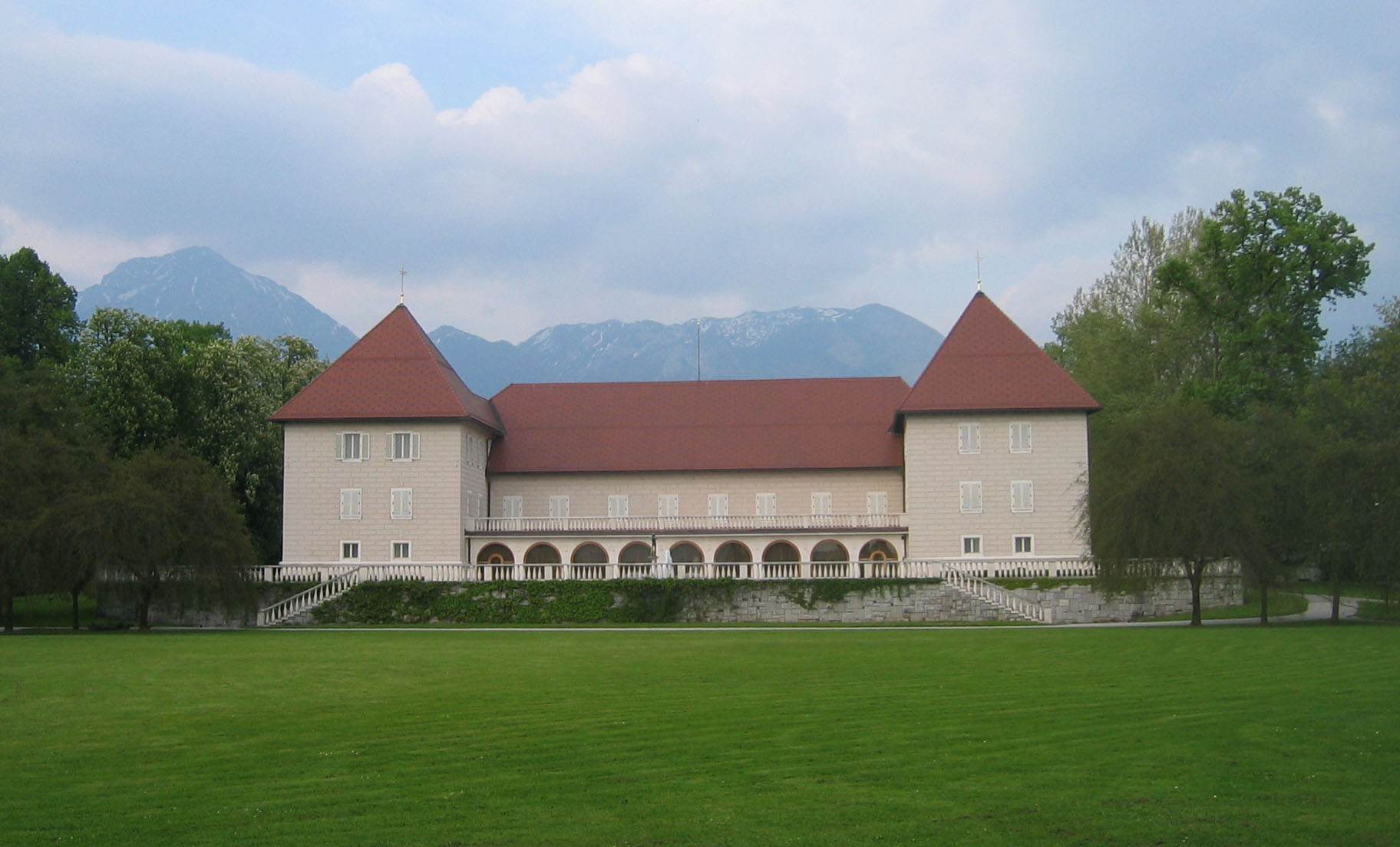
Solar de Brdo pri Kranju
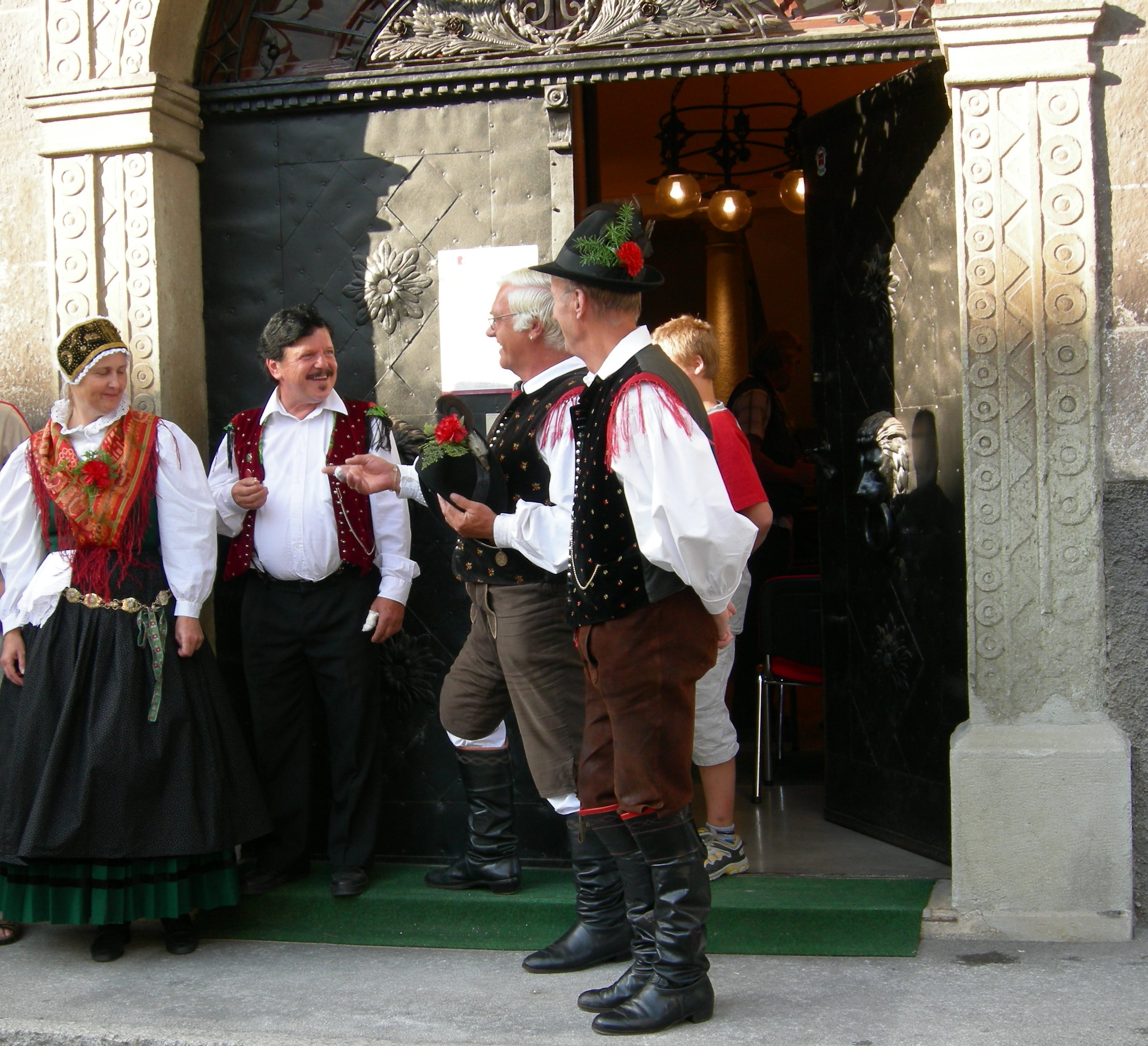
Trajes tradicionais da Alta Carníola